# Go!Cam

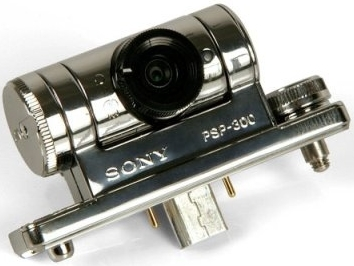
Go!Cam

A Go!Cam é uma câmera especial que é utlilizada no Playstation Portable (ou PSP). Pode ser usada em Video Chats com amigos da Playstation Network, nos serviços Skype do Playstation Portable e até mesmo em jogos. Tem 1,3 megapixels de resolução e utiliza a entrada USB do console portátil da Sony. Pode gravar videos com ela e tirar fotos (a resolução é muito parecida com câmeras de celulares). Vem equipada com microfone.